# Strychnos villosa
Strychnos villosa är en tvåhjärtbladig växtart som beskrevs av Arthur William Hill. Strychnos villosa ingår i släktet Strychnos och familjen Loganiaceae. Inga underarter finns listade i Catalogue of Life.